# Závěrečný akt Konference o bezpečnosti a spolupráci v Evropě

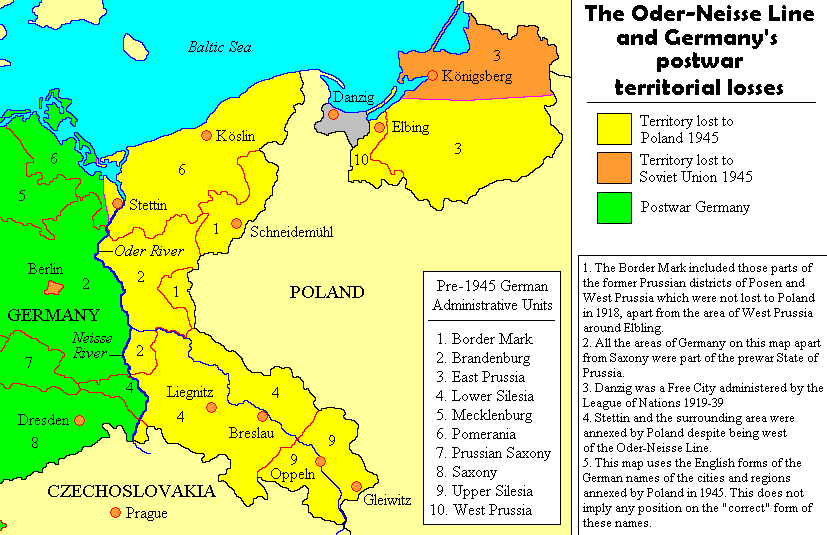
Územní ztráty Německa po druhé světové válce

Závěrečný akt Konference o bezpečnosti a spolupráci v Evropě (anglicky Final Act of the Conference on Security and Cooperation in Europe, rusky Заключительный Акт Совещания по безопасности и сотрудничеству в Европе) je výsledný dokument jednání Konference o bezpečnosti a spolupráci v Evropě (KBSE). Byl podepsán nejvyššími představiteli třiceti pěti států světa 1. srpna 1975 v Helsinkách. Jeho podpisem skončila nejdůležitější fáze procesu KBSE.
Závěrečný akt KBSE je považován za významný krok ke snížení napětí studené války a diplomatické vítězství Sovětského svazu v jeho snaze o upevnění územních a politických zisků vyplývajících z druhé světové války (zejména uznání existence NDR, hranice na Odře a Nise a sovětských územních zisků v bývalém Východním Prusku a na území dnešní Litvy) výměnou za závazky v oblasti lidských práv, které Sovětský svaz stejně nemínil dodržovat.
V Československu vzniklo v důsledku přijetí lidskoprávních závazků a jejich nedodržování státní mocí hnutí Charta 77.

## Obsah
Závěrečný akt obsahuje deklaraci deseti zásad řídících vztahy mezi zúčastněnými státy a dále se věnuje záležitostem týkajícím se uplatňování některých z těchto zásad.
Uvedené zásady jsou:
1. svrchovaná rovnost, respektování práv vyplývajících ze svrchovanosti,
2. zdržení se hrozby silou nebo použití síly,
3. neporušitelnost hranic,
4. územní celistvost států,
5. pokojné urovnávání sporů,
6. nevměšování do vnitřních záležitostí,
7. respektování lidských práv a základních svobod včetně, svobody smýšlení, svědomí, náboženství nebo přesvědčení,
8. rovná práva a sebeurčení národů,
9. spolupráce mezi státy, a
10. poctivé plnění závazků mezinárodního práva.

## Účastníci
Závěrečný akt KBSE podepsali nejvyšší představitelé těchto třiceti pěti států (v abecedním řazení):
1. Belgie
2. Bulharsko
3. Československo
4. Dánsko
5. Finsko
6. Francie
7. Irsko
8. Island
9. Itálie
10. Jugoslávie
11. Kanada
12. Kypr
13. Lichtenštejnsko
14. Lucembursko
15. Maďarsko
16. Malta
17. Monako
18. Německá demokratická republika
19. Německá spolková republika
20. Nizozemsko
21. Norsko
22. Polsko
23. Portugalsko
24. Rakousko
25. Rumunsko
26. Řecko
27. San Marino
28. Sovětský svaz
29. Spojené království
30. Spojené státy americké
31. Svatý stolec
32. Španělsko
33. Švédsko
34. Švýcarsko
35. Turecko